# Tubac
Tubac ist ein Census-designated place im Santa Cruz County im US-Bundesstaat Arizona. Das U.S. Census Bureau hat bei der Volkszählung 2020 eine Einwohnerzahl von 1.581 auf einer Fläche von 21,2 km² ermittelt. 
Das Dorf wird von der Interstate 19 tangiert und liegt am Santa Cruz River.

## Geschichte
Tubac wurde 1752 als spanische Festung Presidio San Ignacio de Tubac gegründet. Das Dorf war die erste Kolonial-Garnison im heutigen Arizona.
1996 wurde die Filmkomödie Tin Cup auf dem Tubac Golf Resort gedreht.